# Madeleine de Sablé
Madeleine de Souvré, marquesa de Sablé (Bessé-sur-Braye, 1599 - París, 16 de gener de 1678), va ser una escriptora i filòsofa francesa.

## Biografia
Madeleine de Souvré era filla de Gilles de Courtenvaux de Souvré, marquès de Courtenvaux, baró de Lezines, tutor de Lluís XIII i mariscal de França, i de Françoise de Bailleul, baronessa de Messei.
El 1610 fou nomenada dama d'honor de Maria de Medici, reina regent de França. El 1614 es va casar amb Philippe Emmanuel de Laval, marquès de Sablé, i va tenir nou fills, dels quals en sobreviurien quatre. Aviat va freqüentar els salons literaris de París, en què gestaria la seva cultura filosòfica: el de Madame de Rambouillet, on conegué l'obra de Montaigne i les teories de Descartes; el de Mademoiselle de Scudéry, on Sablé va considerar les diverses tipologies de l'amor, i el de Mademoiselle de Montpensier, on començà a practicar el gènere de la moral del retrat.
En enviudar, el 1640, va quedar en una situació financera una mica limitada. Amb la seva amiga, la comtessa de Saint Maur, es va establir a la Place Royale de París. El 1655 es va retirar, amb la comtessa de Saint Maur, al convent de Port-Royal des Champs, prop de Marly-le-Roi; marxà d'allí el 1661, quan l'establiment va ser tancat. El 1669 es va establir al convent de Port Royal de París, fins a la seva mort, el 16 de gener de 1678.

## El seu saló
El 1648 va obrir un saló literari que tindria com a centre intel·lectual i visitant assidu François de La Rochefoucauld. D'aquest saló, en sorgiria un gènere literari, les màximes, que inspirarien el mateix La Rochefoucauld, i els retrats, un gènere de moda que consistia a presentar vicis i virtuts d'algun cortesà sota pseudònim. Altres assistents habituals eren Blaise Pascal, Gilberte Pascal Périer, Madame de Sévigné, Antoine Arnauld, Pierre Nicole.

## La seva filosofia
Les Maximes de la marquesa de Sablé, que es van compondre abans que les Maximes de La Rochefoucauld, encara que no van ser publicades fins després de la seva mort, constitueixen una crítica de la virtut moral, considerada una màscara del vici que oculta normalment un interès propi disfressat d'altruisme o generositat. Sablé defensa que l'amistat n'és una excepció i, doncs, permet la virtut autèntica. Les seves posicions filosòfiques l'adscriuen al jansenisme.
La seva obra ha estat considerada més aviat literària, quan en realitat aborda de manera consistent temes de filosofia moral. De vegades, part de la seva obra ha estat atribuïda erròniament a autors masculins, o bé ha estat considerada deutora d'aquests coetanis. Els estudis i edicions crítiques del segles xix i xx han establert l'autoria i els mèrits de Madeleine de Sablé.

## Obra
- Maximes de Mme la Marquise de Sablé (1678), publicades pòstumament per l'Abat Nicolas d’Ailly.
- Pensées, un assaig de condemna a l'assistència a representacions teatrals; obra atribuïda durant segles a Blaise Pascal i adscrita a Sablé a finals del segle xx.[1]
- Tractat De l'amitié.
- i una extensa correspondència.